# بيتر هيوم
بيتر هيوم (بالإنجليزية: Peter Hume)‏ هو موسيقي وكاتب أغاني نيوزيلندي وأسترالي، ولد في 4 سبتمبر 1985 في Whangaparāoa Peninsula ‏ في نيوزيلندا.

## وصلات خارجية
- بيتر هيوم على موقع IMDb (الإنجليزية)
- بيتر هيوم على موقع ميوزك برينز (الإنجليزية)
- بيتر هيوم على موقع ديسكوغز (الإنجليزية)